# Квабена, Овусу
Овусу Квабена (англ. Owusu Kwabena; род. 18 июня 1997, Аккра) — футболист, нападающий клуба «Ференцварош» и сборной Ганы.

## Клубная карьера
Квабена — воспитанник клуба «Аккра». Летом 2016 года игрок на правах аренды перешёл в испанский «Толедо». 31 августа в матче Кубка Испании против «Конкенсе» он дебютировал за основной состав. В этом же поединке Овусу сделал «дубль», забив свои первые голы за «Толедо». Летом 2017 года Квабена подписал контракт с «Леганесом», подписав контракт на 5 лет, где для получения игровой практики был арендован «Овьедо». 9 сентября в матче против хихонского «Спортинга» он дебютировал в Сегунде. Также на правах аренды Овусу выступал за клубы «Картахена», «Саламанка» и «Кордова».
В начале 2020 года Квабена перешёл в азербайджанский «Карабах». подписав контракт на 3,5 года. 8 февраля в матче против «Нефтчи» он дебютировал в чемпионате Азербайджана. 20 сентября в поединке против «Нефтчи» Овусу забил свой первый гол за «Карабах». В своём дебютном сезоне он стал чемпионом Азербайджана.
Летом 2021 года Квабена был арендован турецким «Анкарагюджю». 15 августа в матче против «Тузласпора» он дебютировал в Первой лиге Турции. В этом же поединке Овусу забил свой первый гол за «Анкарагюджю». По итогам сезона он помог клубу выйти в элиту и вернулся обратно. В 2022 году Квабена в матчах Лиги Европы против французского «Нанта», греческого «Олимпиакоса» и немецкого «Фрайбурга».
В начале 2023 года Квабена перешёл в венгерский «Ференцварош», подписав контракт на два года. 1 февраля в матче против «Пакша» он дебютировал в чемпионате Венгрии. В этом поединке Овусу забил свой первый гол за «Ференцварош».

## Международная карьера
15 июня 2019 года в товарищеском матче против сборной ЮАР Квабена дебютировал за сборную Ганы. В 2019 году Овусу попал в заявку на участие в Кубке Африки в Египте. На турнире он сыграл в матчах против сборных Камеруна, Гвинеи-Биссау и Туниса.

## Достижения
Командные
 «Карабах»
- Победитель чемпионата Азербайджана — 2019/2020